# Saprobie
Met de term saprobie of saprobiteit (Grieks: sapros = verrot) wordt de hoeveelheid (afbreekbare) organische stof in oppervlaktewater aangeduid. Soms wordt dit ook wel 'organische verontreiniging' genoemd. Vaak wordt dit samen met de trofiegraad gebruikt, de hoeveelheid in het water aanwezige anorganische voedingszouten.

## Bepaling
De saprobie kan op verschillende manieren worden bepaald:
- Chemisch: door de stoffen in het water te laten oxideren met kaliumdichromaat, wordt het chemisch zuurstofverbruik bepaald. Als men ervan uitgaat dat alleen organische stoffen in het water oxideerbaar zijn, dan is de oxideerbaarheid een maat voor de saprobie. Een andere methode is het meten van het biochemisch zuurstofverbruik, waarbij alleen de biologisch actieve organische stoffen, via de stofwisseling van de in het water aanwezige micro-organismen worden afgebroken (geoxideerd). Dit is een betere maat voor de saprobie onder natuurlijke omstandigheden.
- Ecologisch: een andere methode is het kijken naar de in het water aanwezige indicatorsoorten van macrofauna of plankton: sommige diersoorten, zoals steenvliegen, verdragen geen organische verontreiniging. Als die soorten aangetroffen worden, is dat een sterk bewijs dat het water geen organisch materiaal bevat. Andere soorten, zoals rode muggenlarven, verdragen juist veel organische stof zodat als alleen die soorten worden aangetroffen, de saprobiteit hoog zal zijn.

## Indeling
Vaak gebruikt men de saprobie om organische verontreiniging vast te stellen. Daarbij gebruikt men de volgende termen:
- oligosaproob: niet verontreinigd
- b-mesosaproob: licht verontreinigd water
- a-mesosaproob: matig verontreinigd water
- polysaproob: sterk verontreinigd water